# Gaildorf
Gaildorf – miasto w Niemczech, w kraju związkowym Badenia-Wirtembergia, w rejencji Stuttgart, w regionie Heilbronn-Franken, w powiecie Schwäbisch Hall, siedziba związku gmin Limpurger Land. Leży nad rzeką Kocher, ok. 12 km na południe od Schwäbisch Hall, przy drogach krajowych B298, B19 i linii kolejowej Stuttgart–Gaildorf oraz Schwäbisch Hall–Untergröningen.

## Sąsiadujące gminy
Gminy ościenne sąsiadujące z Gaildorf począwszy od zachodu to Fichtenberg, Oberrot, Rosengarten, Michelbach an der Bilz, Obersontheim, Sulzbach-Laufen i Gschwend (powiat Ostalb). Poza Gschwend należą do powiatu Schwäbisch Hall.

## Podział miasta
Gaildorf składa się łącznie z 25 wiosek, osiedli, gospodarstw i domów. Gaildorf jest podzielony na cztery dzielnice: Eutendorf, Gaildorf Ottendorf i Unterrot. Urzędowa nazwa dzielnicy jest poprzedzona nazwą miasta oraz myślnikiem np. Gaildorf-Eutendorf.

## Historia
Pierwsze wzmianki o miejscowości pochodzą z 1255 roku. Prawa miejskie Gaildorf uzyskał w 1404 roku. Nadał je król Ruprecht. Gaildorf dawniej należał do Backnang, dopiero w 1973 roku miasto zostało włączone do powiatu Schwäbisch Hall.

## Rada miejska
Wyniki wyborów z roku 2009 były następujące:
- FWV 36,2% – 8 miejsc
- CDU 29,7% – 7 miejsc
- SPD 23,8% – 5 miejsc
- Otwarta lista 10,3% 2 miejsca

## Osoby

### Urodzeni w Gaildorfie
- Theobald Kerner, lekarz i poeta

### Związani z miastem
- Hermann Frasch, chemik
- Justinus Kerner, pisarz

## Sport
W mieście działa klub sportowy TSV Gaildorf.

## Infrastruktura
Jest również tutaj szpital, kino i park miejski. W ośrodku dla osób z zaburzeniami psychicznymi Sonnenhof e.V. Zweigeinrichtung Gaildorf co roku są wysyłani w celu odbycia stażu uczniowie Studium Medycznego im. Stanisławy Leszczyńskiej w Zamościu.